# Planetário Luis Enrique Erro
O Planetário Luis Enrique Erro é um centro de difusão da ciência e tecnologia pertecente ao Instituto Politécnico Nacional (IPN). É o primeiro planetário aberto ao público no México e uma dos mais antigas da América Latina, o qual foi inaugurado em 1967 e funcionou por mais de 39 anos com um projetor de planetário modelo Mark 4.
Foi reaberto ao público em 15 de janeiro de 2007 após um processo de renovação e modernização que custaram cerca de 43 milhões de pesos. Suas inovações incluem uma cúpula de estrelas, bem como novos sistemas de projeção digital, áudio, acústica e iluminação.
O planetário oferece aos visitantes os programas audiovisuais, exposições, conferências, workshops e festivais que se complementam para uma melhor compreensão de vários temas relacionados à Astronomia ensinado nas escolas, bem como informações de interesse para o público.